# David Veronese
David Veronese (Genova, ... – XVII secolo) è stato un economista e funzionario italiano.
Il suo libro di testo era considerato canonico per lo studio dei mercanti nel XVII secolo.

## Opere
- Prattica d'aritmetica mercantile, Genova, Giuseppe Pavoni, 1627.
- Aritmetica prattica per principianti, Genova, Giovanni Maria Farroni, 1644.